# Ministero delle finanze (Portogallo)
Il Ministero delle finanze (in portoghese: Ministério das Finanças) è un dicastero del governo del Portogallo incaricato di gestire le politiche finanziarie e le spese pubbliche dello Stato.
L'attuale ministro è Mário Centeno, in carica dal 26 novembre 2015.